# Средний Вьюк

Средний Вьюк — река в России, протекает в Верхнекамском районе Кировской области. Устье реки находится в 45 км по правому берегу реки Нырмыч. Длина реки составляет 17 км.
Исток реки на Верхнекамской возвышенности в 7 км к западу от посёлка Рудничный. От истока река течёт на юго-запад, затем поворачивает и основную часть течения течёт на северо-запад. Всё течение проходит по ненаселённому лесному массиву. Впадает в Нырмыч выше посёлка Созимский.

## Данные водного реестра
По данным государственного водного реестра России относится к Камскому бассейновому округу, водохозяйственный участок реки — Кама от истока до водомерного поста у села Бондюг, речной подбассейн реки — бассейны притоков Камы до впадения Белой. Речной бассейн реки — Кама.
По данным геоинформационной системы водохозяйственного районирования территории РФ, подготовленной Федеральным агентством водных ресурсов:
- Код водного объекта в государственном водном реестре — 10010100112111100000924
- Код по гидрологической изученности (ГИ) — 111100092
- Код бассейна — 10.01.01.001
- Номер тома по ГИ — 11
- Выпуск по ГИ — 1